# هارفي بارنيس
هارفي بارنيس (بالإنجليزية: Harvey Barnes)‏ (9 ديسمبر 1997 بليستر في المملكة المتحدة - ) هو لاعب كرة قدم بريطاني في مركز الوسط. لعب مع ليستر سيتي.

## وصلات خارجية
- هارفي بارنيس على موقع الاتحاد الأوربي (الإنجليزية)
- هارفي بارنيس على موقع قاعدة بيانات كرة القدم.إي يو (الإنجليزية)
- هارفي بارنيس على موقع ناشيونال فوتبول تيمز (الإنجليزية)
- هارفي بارنيس على موقع Soccerbase.com (لاعب) (الإنجليزية)
- هارفي بارنيس على موقع Soccerway.com (الإنجليزية)
- هارفي بارنيس على موقع عالم كرة القدم.نت (الإنجليزية)